# Coppa Italia di ciclismo 2016
La Coppa Italia – Campionato Italiano a Squadre 2016 fu la 10ª edizione della Coppa Italia, circuito ciclistico nazionale italiano, organizzato dalla Lega del Ciclismo Professionistico. La manifestazione, costituita da 18 prove, si aprì il 7 febbraio 2016 con il GP Costa degli Etruschi e si concluse il 29 settembre 2016 con il Gran Piemonte.
Il circuito, composto da tutte le prove italiane di classe HC e 1 incluse nel UCI Europe Tour 2016, prevedeva tre classifiche, due individuali (assoluta e giovani Under-25) ed una a squadre
, vinte rispettivamente da Sonny Colbrelli, Gianni Moscon e dalla Bardiani-CSF. Come da regolamento quest'ultima, mediante tale successo, ottenne in premio la wild card per poter partecipare al Giro d'Italia 2017.

## Squadre
Le squadre che vi parteciparono furono cinque.
- Androni Giocattoli-Sidermec
- Bardiani-CSF
- Lampre-Merida

- Nippo-Vini Fantini
- Wilier Triestina-Southeast (Southeast-Venezuela fino al 30 aprile)

## Calendario
Gli organizzatori inserirono 18 prove.
| #  | Data            | Evento                              | Cat. | Vincitore          | Squadra            | Leader della Cl. italiana | Squadra leader della Cl. italiana |
| -- | --------------- | ----------------------------------- | ---- | ------------------ | ------------------ | ------------------------- | --------------------------------- |
| 1  | 7 febbraio      | GP Costa degli Etruschi (2016)      | 1.1  | Grega Bole         | Nippo-Vini Fantini | Grega Bole                | Nippo-Vini Fantini                |
| 2  | 14 febbraio     | Trofeo Laigueglia (2016)            | 1.HC | Andrea Fedi        | Southeast          | Grega Bole                | Southeast-Venezuela               |
| 3  | 5 marzo         | Strade Bianche (2016)               | 1.HC | Fabian Cancellara  | Trek-Segafredo     | Grega Bole                | Southeast-Venezuela               |
| 4  | 6 marzo         | GP Industria e Artigianato (2016)   | 1.1  | Simon Clarke       | Cannondale         | Andrea Fedi               | Southeast-Venezuela               |
| 5  | 24-27 marzo     | Settimana di Coppi e Bartali (2016) | 2.1  | Sergej Firsanov    | Gazprom-RusVelo    | Andrea Fedi               | Southeast-Venezuela               |
| 6  | 17 aprile       | Giro dell'Appennino (2016)          | 1.1  | Sergej Firsanov    | Gazprom-RusVelo    | Andrea Fedi               | Southeast-Venezuela               |
| 7  | 19-22 aprile    | Giro del Trentino (2016)            | 2.HC | Mikel Landa        | Team Sky           | Andrea Fedi               | Southeast-Venezuela               |
| 8  | 17 luglio       | Trofeo Matteotti (2016)             | 1.1  | Vincenzo Albanese  | Italia             | Francesco Gavazzi         | Wilier Triestina                  |
| 9  | 14 settembre    | Coppa Bernocchi (2016)              | 1.1  | Giacomo Nizzolo    | Italia             | Francesco Gavazzi         | Wilier Triestina                  |
| 10 | 15 settembre    | Coppa Agostoni (2016)               | 1.1  | Sonny Colbrelli    | Bardiani-CSF       | Francesco Gavazzi         | Wilier Triestina                  |
| 11 | 17 settembre    | Memorial Marco Pantani (2016)       | 1.1  | Francesco Gavazzi  | Androni Giocattoli | Francesco Gavazzi         | Wilier Triestina                  |
| 12 | 20-21 settembre | Giro della Toscana (2016)           | 2.1  | Daniele Bennati    | Italia             | Francesco Gavazzi         | Wilier Triestina                  |
| 13 | 22 settembre    | GP Peccioli - Coppa Sabatini (2016) | 1.1  | Sonny Colbrelli    | Bardiani-CSF       | Francesco Gavazzi         | Wilier Triestina                  |
| 14 | 24 settembre    | Giro dell'Emilia (2016)             | 1.HC | Esteban Chaves     | Orica              | Francesco Gavazzi         | Wilier Triestina                  |
| 15 | 25 settembre    | GP Bruno Beghelli (2016)            | 1.HC | Nicola Ruffoni     | Bardiani-CSF       | Sonny Colbrelli           | Bardiani-CSF                      |
| 16 | 27 settembre    | Tre Valli Varesine (2016)           | 1.HC | Sonny Colbrelli    | Bardiani-CSF       | Sonny Colbrelli           | Bardiani-CSF                      |
| 17 | 28 settembre    | Milano-Torino (2016)                | 1.HC | Miguel Ángel López | Astana             | Sonny Colbrelli           | Bardiani-CSF                      |
| 18 | 29 settembre    | Giro del Piemonte (2016)            | 1.HC | Giacomo Nizzolo    | Italia             | Sonny Colbrelli           | Bardiani-CSF                      |

## Classifiche
Risultati finali.
| Pos. | Corridore         | Squadra        | Punti |
| ---- | ----------------- | -------------- | ----- |
| 1    | Sonny Colbrelli   | Bardiani       | 326   |
| 2    | Francesco Gavazzi | Androni Gio.   | 267   |
| 3    | Diego Ulissi      | Lampre-Mer.    | 214   |
| 4    | Matteo Busato     | Wilier Triest. | 157   |
| 5    | Giovanni Visconti | Movistar       | 152   |
| 6    | Andrea Fedi       | Wilier Triest. | 138   |
| 7    | Fabio Aru         | Astana         | 131   |
| 8    | Filippo Pozzato   | Wilier Triest. | 125   |
| 9    | Daniele Bennati   | Tinkoff        | 124   |
| 10   | Mauro Finetto     | Unieuro-Wil.   | 120   |

| Pos. | Corridore Under-25 | Squadra        | Punti |
| ---- | ------------------ | -------------- | ----- |
| 1    | Gianni Moscon      | Team Sky       | 65    |
| 2    | Vincenzo Albanese  | Italia         | 40    |
| 3    | Simone Consonni    | Italia         | 37    |
| 4    | Paolo Simion       | Bardiani       | 31    |
| 5    | Simone Petilli     | Lampre-Mer.    | 27    |
| 6    | Andrea Vendrame    | Italia         | 24    |
| 7    | Daniel Martínez    | Wilier Triest. | 21    |
| 8    | Egan Bernal        | Androni Gio.   | 21    |
| 9    | Yonder Godoy       | Wilier Triest. | 18    |
| 10   | Marco Tecchio      | Unieuro-Wil.   | 16    |

| Pos. | Squadra                     | Punti |
| ---- | --------------------------- | ----- |
| 1    | Bardiani-CSF                | 765   |
| 2    | Wilier Triestina-Southeast  | 612   |
| 3    | Androni Giocattoli-Sidermec | 604   |
| 4    | Nippo-Vini Fantini          | 260   |
| 5    | Lampre-Merida               | 196   |